# 343412 de Boer
343412 de Boer è un asteroide della fascia principale. Scoperto nel 2010, presenta un'orbita caratterizzata da un semiasse maggiore pari a 2,9486030 au e da un'eccentricità di 0,1379826, inclinata di 17,24959° rispetto all'eclittica.